# Tolmerus rufostriatus
Tolmerus rufostriatus là một loài ruồi trong họ Asilidae. Tolmerus rufostriatus được Theodor miêu tả năm 1980. Loài này phân bố ở vùng Cổ Bắc giới và châu Á.